# Tom und das Erdbeermarmeladebrot mit Honig
Tom und das Erdbeermarmeladebrot mit Honig (littéralement Tom et la tartine de confiture à la fraise avec du miel) est une série télévisée d'animation allemande en 52 épisodes de 5 minutes, créée et entièrement écrite et réalisée par Andreas Hykade et diffusée du 11 au 30 novembre 2005 sur Das Erste, puis entre le 5 octobre 2008 et le 19 avril 2012 sur KiKA.
Cette série est inédite dans tous les pays francophones.

## Synopsis
Tom pense un jour à une tartine à la confiture de fraises et au miel. Il demande à son ami le meunier s’il a sa tartine préférée. Celui-ci n’en a pas, Tom se met donc en quête d’en chercher une.

## Distribution
- Dirk Bach : Tom

## Épisodes

### Saison 1 (2004)
1. TOM und die Erdbeermaus (TOM et la Souris des Fraises)
2. TOM macht schlapp (TOM craque)
3. TOM und das arme kleine Mädchen (TOM et la Pauvre, Petite Fille)
4. TOM bei seiner Mama (TOM chez Maman)
5. TOM und das Schwein vom Müller (TOM et le porc du meunier)
6. TOM ohne Brille (TOM sans ses lunettes)
7. TOM im Wald (TOM dans la forêt)
8. TOM wird dick (TOM grossit)
9. TOM und der nette Mann (TOM et l'Homme Gentil)
10. TOM im All (TOM dans l'espace)
11. TOM und der Herr Doktor (TOM et le Docteur)
12. TOM im Frosch (TOM et la Grenouille)
13. TOMs besonderer Tag (TOM et son jour spécial)

### Saison 2 (2008)
1. TOM auf heißer Spur (TOM et sa piste sérieuse)
2. TOM und Luisa die Kuh (TOM et Luisa la vache)
3. TOM im Brunnen (TOM au puits)
4. TOM und die Nette Familie (TOM et la Famille Gentille)
5. TOM im Urlaub (TOM en voyage)
6. TOM im Regen (TOM sous la pluie)
7. TOM und der Gurkenkaiser (TOM et l'Empereur des Concombres)
8. TOM reimt (TOM fait des rimes)
9. TOM sucht das Schwein vom Müller (TOM cherche le porc du meunier)
10. TOM bei Nacht (TOM pendant la nuit)
11. TOM wartet (TOM attend)
12. TOMs Band (TOM et son groupe)
13. In TOMs Kopf (Dans la tête de TOM)

### Saison 3 (2011)
1. TOM und die dicke Luisa die Kuh (TOM et Luisa la grosse vache)
2. TOM und die Ameisen (TOM et les fourmis)
3. TOM schrumpft (TOM se réduit)
4. TOM und Buba (TOM et Buba)
5. TOM TOM
6. TOM und das Krokodil (TOM et le Crocodile)
7. TOM a Mambalamba Brombo Hongo
8. TOM rechnet (TOM compte)
9. TOM wächst (TOM grandit)
10. TOM ist doof (TOM est un crétin)
11. TOM und der Streit (TOM et la dispute)
12. TOM am Abend (TOM pendant le soir)
13. TOM und das Froschfest (TOM et la Fête des Grenouilles)

### Saison 4 (2012)
1. TOM und Bongo (TOM et Bongo)
2. TOMs Papa (TOM et son père)
3. TOM und der Schluckauf (TOM et le hoquet)
4. TOM auf dem Wasser (TOM sur l'eau)
5. TOM und Marvin (TOM et Marvin)
6. TOM und die Perücke (TOM et la perruque)
7. TOMs Papas Papagei (TOM et le Perroquet de son père)
8. TOM und die Bienenkönigin (TOM et la Reine des Abeilles)
9. TOM im Loch (TOM dans le trou)
10. TOM fischt (TOM pêche)
11. TOMs Ballonfahrt (TOM et son voyage en ballon)
12. TOM tanzt (TOM danse)
13. Wo ist TOM? (Où est TOM ?)

## Récompenses et distinction
Lors de l'édition 2013 du festival international du film d'animation d'Annecy, le huitième épisode de la quatrième saison Tom und die Bienenkönigin, traduit à l'occasion par Tom et la Reine des Abeilles remporte le prix spécial pour une série TV.